# Giovanni Claudio Fromond
Giovanni Claudio Fromond est un physicien italien, né à Crémone le 4 février 1703 et mort le 29 avril 1795.

## Biographie
Il entra fort jeune dans l'ordre des Camaldules, montra de remarquables dispositions pour les sciences et fut envoyé par ses supérieurs à l'université de Pise, où il reçut les leçons de Luigi Guido Grandi.
Le grand-duc de Toscane le nomma professeur de logique, puis de philosophie à l'université de Pise, et, pendant vingt ans, il se livra à l'enseignement avec beaucoup d'éclat. Fromond devint, en 1758, membre associé de l'Académie des sciences de Paris. Il découvrit la cause des contractions du cœur.
C'est l'oncle du prêtre et physicien Giovanni Francesco Fromond.

## Œuvres

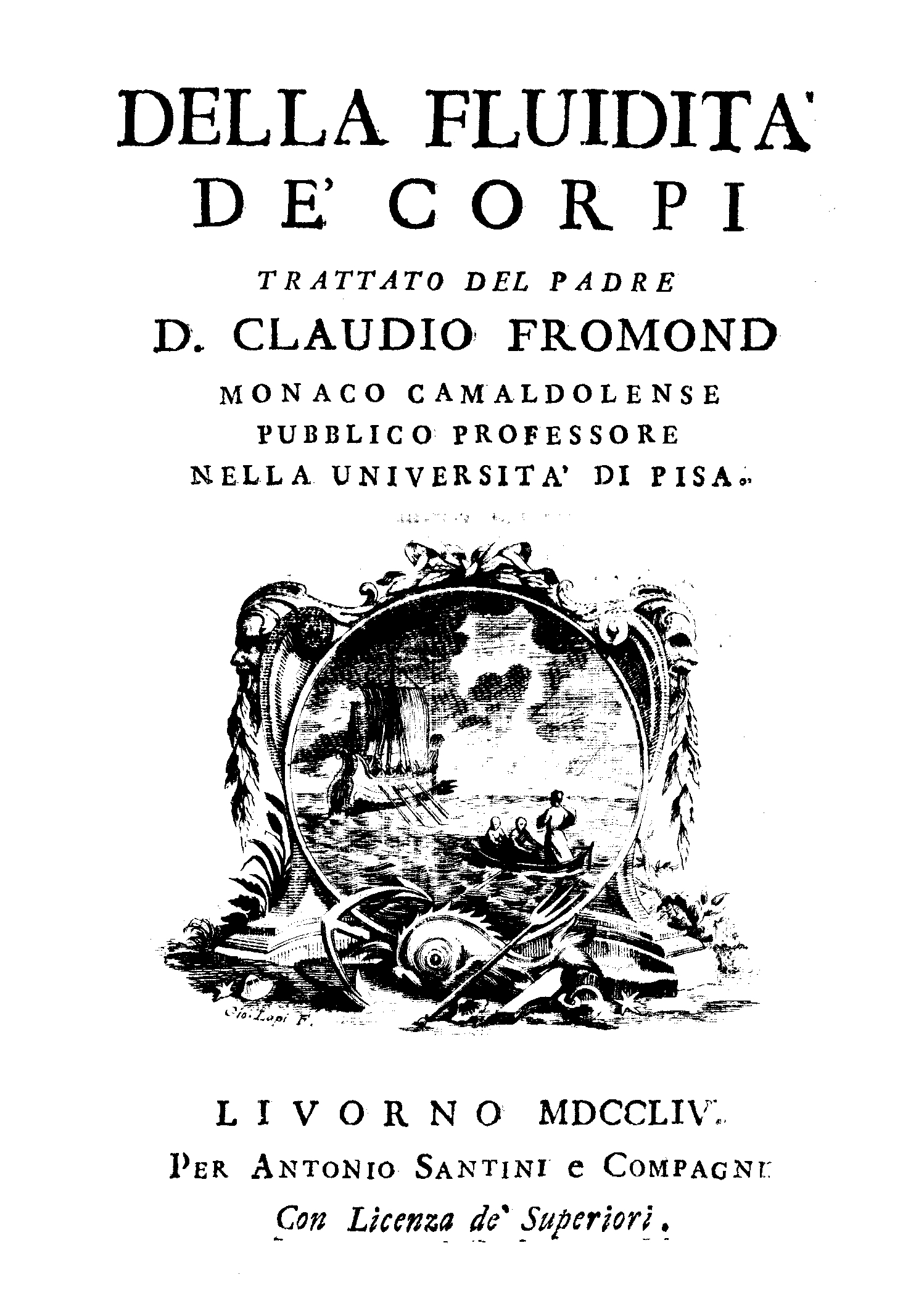
Della fluidità de' corpi, 1754

Ses principaux ouvrages, dans lesquels il traite des points importants de physique et de physiologie, sont :
- Riposta apologetica ad una lettera filosofica sopra il commercio deqli olii navigati procedenti da luoghi appestati (Lucques, 1745, in-8°);
- Nova et generalis introductio ad philosophiam (Venise, 1748, in-8°);
- Della fluidità de' corpi (Livourne, 1754, in-4°).